# Kleine Talmudtraktate
Kleine Talmudtraktate: Sowohl zum palästinischen wie zum babylonischen Talmud gibt es noch eine Anzahl von Traktaten, die außerhalb des talmudischen Ordnungsrasters geblieben sind („kleine Talmudtraktate“ / „kleinere Talmudtraktate“ / „außerkanonische Traktate“ – da sie nicht die Autorität des eigentlichen babylonischen Talmuds besitzen / „kleine Traktate“ – „klein“ eher im Sinn geringerer Autorität, nicht notwendig im Sinn eines geringeren Umfangs, gewöhnlich abgedruckt am Ende der Ordnung Nesiqin).
Man teilt die kleineren Traktate in zwei Gruppen: sieben selbständige Schriften und sieben thematische Sammlungen von Halachot zu bestimmten Themenkreisen (u. a. Proselyten, Sklaven, Schreiben von Torarollen); oft bezeichnet man nur diese zweite Gruppe als „kleine Traktate“ im eigentlichen Sinn.
Unter den kleineren Talmudtraktaten befinden sich außer den „Abot de R. Natan“ / Awot Rabbi Nathan (Paralleltraktat zu den Sprüchen der Väter) und der Maximensammlung Derech Erez Zuta mehrere Traktate von religionsgeschichtlich hohem Quellenwert: unter anderem „Soferim“ und „Sefer Torah“ über Schreibvorschriften und Schriftlesung der Bibel, „Ebäl rabbati“ / Ewel rabbati bzw. „Smachot“ / „Semachot“ über Trauerbräuche (wörtlich: „Freuden“, ein Euphemismus für Trauerfälle), „Abadim“ über Sklavenrecht, „Kutim“ über die Samaritaner.